# 펭코
펭코(스페인어: Penco)는 칠레 비오비오주 콘셉시온 현에 위치한 도시로 면적은 107.6km2, 높이는 115m, 인구는 46,176명(2012년 기준)이다. 도시가 설립된 시기는 1550년 2월 12일이다. 1541년에 설립된 산티아고, 1544년에 설립된 라세레나에 이어 칠레에서 세 번째로 오래된 도시이다.